# 圣罗曼街 (鲁昂)
圣罗曼街（Rue Saint-Romain）是法国鲁昂的一条街道，东到共和国街（Rue de la République），西到主教座堂广场（Place de la Cathédrale）。
沿圣罗曼街两边有许多建于15-18世纪的木筋墙建筑，风景如画，因之成为画家和雕刻家喜欢的主题。